# Limnaecia
Limnaecia is een geslacht van vlinders uit de familie prachtmotten (Cosmopterigidae).

## Soorten
- L. acontiphora (Meyrick, 1922)
- L. adiacrita (Turner, 1923)
- L. amblopa (Meyrick, 1915)
- L. ancilla (Meyrick, 1934)
- L. anthophaga (Meyrick, 1928)
- L. argophylla Bradley, 1961
- L. arsitricha (Meyrick, 1927)
- L. astathopis (Meyrick, 1934)
- L. asterodes (Meyrick, 1915)
- L. atopa (Bradley, 1957)
- L. audax (Meyrick, 1914)
- L. auximena (Meyrick, 1915)
- L. balanochrysa (Meyrick, 1915)
- L. bicolorella (Snellen, 1901)
- L. bilineata Diakonoff, 1954
- L. bisignis (Meyrick, 1921)
- L. callicosma (Meyrick, 1915)
- L. callimitris (Meyrick, 1897)
- L. camptosema (Meyrick, 1897)
- L. capsigera (Meyrick, 1921)
- L. cassandra (Meyrick, 1915)
- L. cirrhochrosta (Meyrick, 1933)
- L. cirrhosema (Turner, 1923)
- L. cirrhozona (Turner, 1923)
- L. clinodesma (Meyrick, 1932)
- L. colometra (Meyrick, 1915)
- L. combota (Meyrick, 1921)
- L. compsasis (Meyrick, 1935)
- L. conjuncta Meyrick, 1921
- L. conspersa (Walsingham, 1892)
- L. crocodelta (Meyrick, 1915)
- L. crossomela (Lower, 1908)
- L. cuprella (Rebel, 1934)
- L. cybophora (Meyrick, 1897)
- L. charactis (Meyrick, 1897)
- L. chionospila (Meyrick, 1897)
- L. chlorodeta Meyrick, 1928
- L. chloronephes Meyrick, 1924
- L. chromaturga (Meyrick, 1915)
- L. chrysidota (Meyrick, 1917)
- L. chrysonesa (Meyrick, 1897)
- L. chrysothorax (Meyrick, 1920)
- L. dasytricha (Meyrick, 1917)
- L. effulgens Meyrick, 1918
- L. elaphropa (Turner, 1923)
- L. enclista (Meyrick, 1921)
- L. ensigera Diakonoff, 1954
- L. epimictis (Meyrick, 1897)
- L. eretmota Meyrick, 1909
- L. eristica (Meyrick, 1917)
- L. eugramma (Lower, 1899)
- L. eumeristis (Meyrick, 1927)
- L. explanata Meyrick, 1921
- L. fuscipalpis (Meyrick, 1921)
- L. hemimitra (Turner, 1923)
- L. heterozona (Lower, 1904)
- L. hololampra (Meyrick, 1915)
- L. ichnographa Meyrick, 1908
- L. ida (Lower, 1903)
- L. imogena (Butler, 1879)
- L. inconcinna (Meyrick, 1923)
- L. iriastis (Meyrick, 1897)
- L. isodesma (Lower, 1904)
- L. isozona (Meyrick, 1897)
- L. leptomeris (Meyrick, 1897)
- L. leucomita (Turner, 1923)
- L. loxoscia (Lower, 1923)
- L. lubricata (Meyrick, 1917)
- L. magica (Meyrick, 1905)
- L. magnifica Amsel, 1968

- L. megalochlamys Diakonoff, 1954
- L. melanosoma (Lower, 1897)
- L. melileuca (Meyrick, 1937)
- L. melliplanta (Bradley, 1957)
- L. mercuriella (Walker, 1864)
- L. metacypha (Meyrick, 1914)
- L. metallifera (Walsingham, 1897)
- L. microglypta (Meyrick, 1928)
- L. nephelochalca Diakonoff, 1954
- L. neurogramma Meyrick, 1909
- L. nigrispersa Diakonoff, 1954
- L. novalis (Meyrick, 1920)
- L. ochrozona (Meyrick, 1897)
- L. orbigera (Turner, 1923)
- L. orthocentra (Meyrick, 1917)
- L. orthochroa (Lower, 1899)
- L. pallidula (Turner, 1923)
- L. pamphaea Bradley, 1965
- L. parallelograpta Diakonoff, 1954
- L. peronodes (Meyrick, 1915)
- L. perpusilla Bradley, 1961
- L. phaeopleura (Meyrick, 1924)
- L. phragmitella

Lisdoddeveertje Stainton, 1851
- L. piperatella (Walsingham, 1897)
- L. platychlora (Meyrick, 1915)
- L. platyochra (Turner, 1923)
- L. platyscia (Turner, 1923)
- L. polyactis (Meyrick, 1921)
- L. polycydista (Turner, 1926)
- L. proclina (Meyrick, 1907)
- L. psalidota (Meyrick, 1917)
- L. pterolopha (Meyrick, 1920)
- L. pycnogramma (Lower, 1918)
- L. pycnosaris (Meyrick, 1938)
- L. recidiva Meyrick, 1911
- L. sarcanthes Meyrick, 1921
- L. scaeosema (Meyrick, 1905)
- L. scoliosema (Meyrick, 1897)
- L. semisecta Meyrick, 1928
- L. simplex Diakonoff, 1954
- L. stabilita (Meyrick, 1915)
- L. stenotricha (Turner, 1926)
- L. subharpalea Legrand, 1965
- L. superharpalea Legrand, 1965
- L. symplecta (Turner, 1923)
- L. syntaracta (Meyrick, 1897)
- L. tetramitra (Meyrick, 1931)
- L. tetraplanetis (Meyrick, 1897)
- L. thiosima Diakonoff, 1954
- L. triplaneta (Meyrick, 1921)
- L. tripunctata (Walsingham, 1897)
- L. trisema (Meyrick, 1897)
- L. trissodelta (Meyrick, 1922)
- L. trissodesma (Meyrick, 1887)
- L. trixantha (Lower, 1920)
- L. tyriarcha (Meyrick, 1919)
- L. xanthopelta (Lower, 1903)
- L. xanthopis (Meyrick, 1920)
- L. xanthotyla (Meyrick, 1930)
- L. xylinella (Snellen, 1901)
- L. zonomacula (Lower, 1908)
- L. zotica (Meyrick, 1921)